# Luisenhöhe
Die Luisenhöhe ist ein Berg in Haag am Hausruck in Oberösterreich. Mit einer Höhe von 709 m ü. A. ist er der Hausberg von Haag am Hausruck.

## Lage
Die Luisenhöhe liegt an den Ausläufern des Hausrucks und erhebt sich auf dem Gemeindegebiet von Haag am Hausruck im Bezirk Grieskirchen. Am Westhang der Luisenhöhe entspringt die Pram.

## Touristische Erschließung

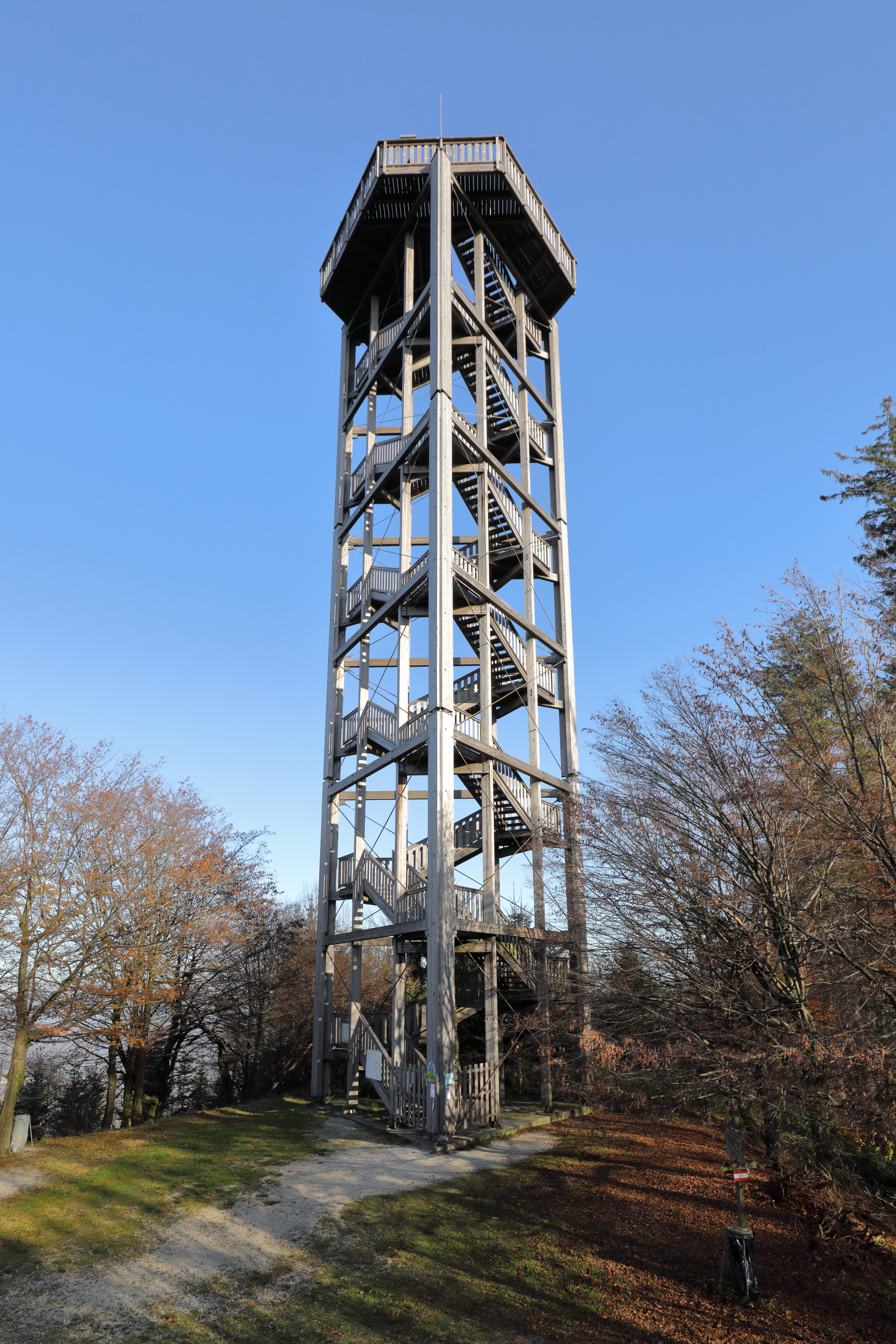
Aussichtsturm mit 198 Stufen

Die Luisenhöhe ist ein beliebtes Wander- und Ausflugsziel. Mehrere Wanderwege führen von Haag auf den Berg. Es gibt weiters eine Bergbahn, eine Sommerrodelbahn, einen Waldhochseilpark, einen Naturerlebnispark, einen Aussichtsturm sowie das Gasthaus Waldschenke. Ein Teil der Infrastruktur ist nicht in Betrieb.

### Bergbahn
1964 wurde ein Sessellift auf die Luisenhöhe errichtet, der 2012 abgebaut wurde. An dessen Stelle eröffnete 2015 die sogenannte Erlebnisbergbahn, eine Schienenseilbahn des Typs Wie-Li. Es handelt sich um eine Bahn mit 6-sitzigen geschlossenen Kabinen, die aufwärts von einem Seil gezogen werden und selbsttätig gebremst abwärtsfahren. Die Bahn musste Anfang 2020 Konkurs anmelden.

### Sommerrodelbahn
Die 750 Meter lange Sommerrodelbahn wurde 2015 renoviert. Sie führt von der Bergstation der Bahn zur Talstation. Sie verfügt über Ein- und Zweisitzerrodeln. Die Anlage ist ebenfalls vom Konkurs der Bergbahn betroffen und steht seither still.

### Aussichtsturm Luisenhöhe
Der 2005 erbaute, am Hausruckkamm situierte Aussichtsturm ist 32 Meter hoch und ist eine Holzkonstruktion. Von dort aus erstreckt sich der Rundblick über das Inn- und Hausruckviertel, den Böhmerwald und an klaren Tagen bis zum Ötscher, Dachsteinmassiv und Untersberg.